# Gjoa Haven Airport
Gjoa Haven Airport är en flygplats i Kanada.   Den ligger i territoriet Nunavut, i den nordöstra delen av landet, 2 800 km nordväst om huvudstaden Ottawa. Gjoa Haven Airport ligger 46 meter över havet.
Terrängen runt Gjoa Haven Airport är mycket platt. Havet är nära Gjoa Haven Airport åt sydost. Trakten är glest befolkad. Närmaste större samhälle är Gjoa Haven, 1,6 km sydväst om Gjoa Haven Airport. 